# 雅各布·本德尔
雅各布·本德尔（德語：Jakob Bender，1910年3月23日—1981年2月8日），德国男子足球运动员，场上位置是中场，1933年加入国家队。他曾代表德国国家队参加1934年国际足联世界杯，结果获得季军。